# Aleksa Šantić
Pour les articles homonymes, voir Aleksa Šantić (homonymie).
Aleksa Šantić (serbe en écriture cyrillique : Алекса Шантић, prononcé : [ǎleksa ʃǎ:ntitɕ]), né à Mostar, alors dans l'Empire ottoman, actuellement en Bosnie-Herzégovine, le 27 mai 1868 et mort dans cette ville, alors dans le royaume des Serbes, Croates et Slovènes, le 2 février 1924, est un poète bosnien.
Serbe d'Herzégovine, sa poésie reflète à la fois la culture urbaine de la région et la prise de conscience nationale croissante. Les thèmes les plus courants de ses poèmes sont l'injustice sociale, l'amour nostalgique, la souffrance du peuple serbe et l'unité des Slaves du Sud. Il était le rédacteur en chef du magazine Zora (1896-1901). Šantić était l'une des personnalités dirigeantes du mouvement littéraire et national serbe à Mostar,.
En 1914, Šantić est devenu membre de l'Académie royale serbe.

## Jeunesse
Aleksa Šantić est né dans une famille serbe d'Herzégovine en 1868 à Mostar, dans l'Empire ottoman,. Son père Risto était un marchand et sa mère Mara était de la famille Aničić de Mostar.

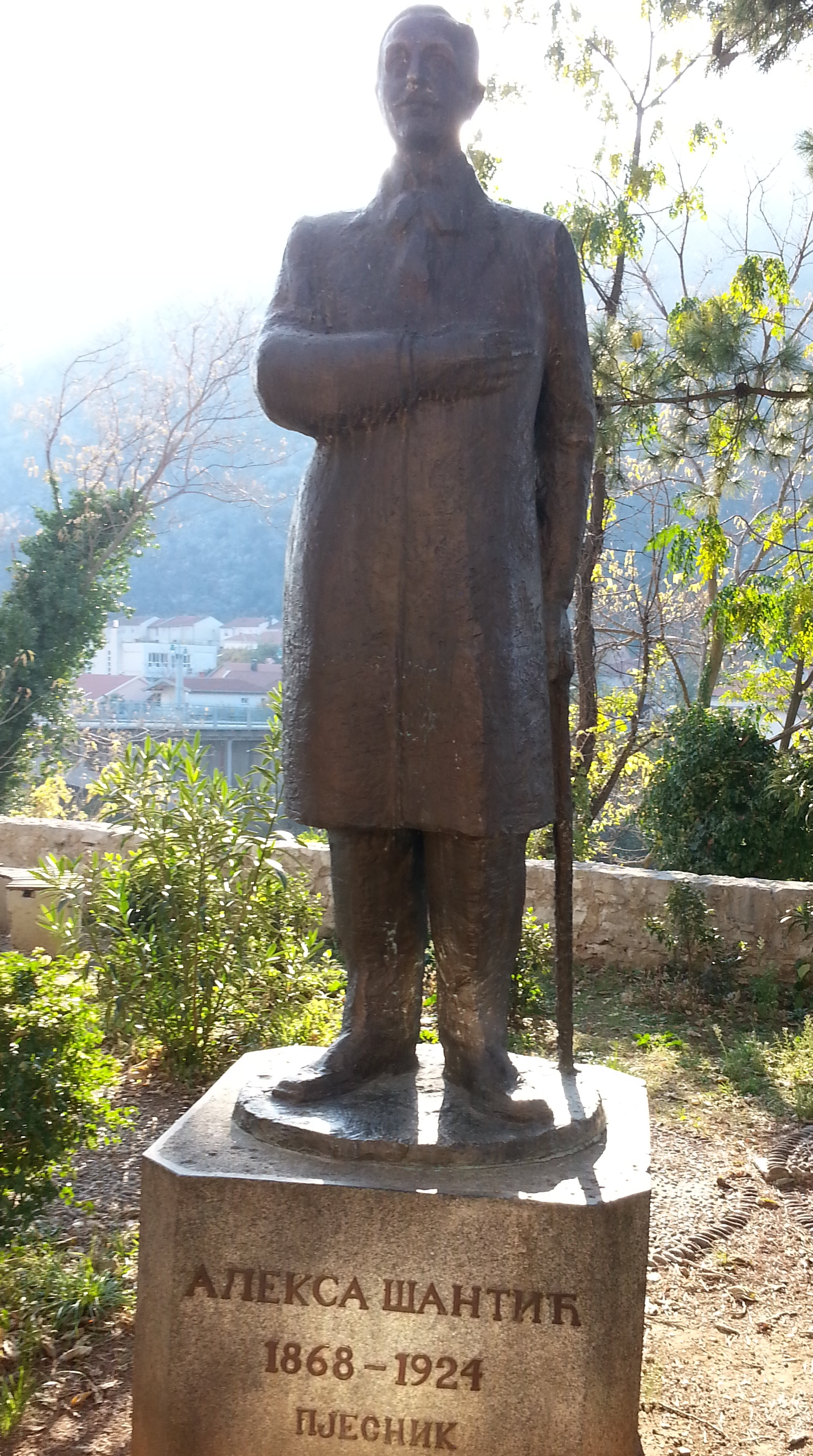
Statue d'Aleksa Šantić à Mostar.